# Alexandre Privat d'Anglemont
Pour les articles homonymes, voir Anglemont (homonymie).
Œuvres principales
Paris anecdote. Les industries inconnues, la Childebert, les oiseaux de nuit, la villa des chiffonniers. Paris: P. Jannet, 1854.
Paris inconnu. Paris: Delahaye, 1861.
Alexandre Privat d'Anglemont, né à Sainte-Rose (Guadeloupe) le 21 août 1815 et mort à Paris le 19 juillet 1859, est un écrivain et journaliste français.

## Biographie
Privat d'Anglemont ayant perdu jeune son père et sa mère, son frère aîné devient son tuteur et l'envoie à Paris au collège Henri IV pour faire ses études. Inscrit ensuite en Faculté de médecine, il abandonne rapidement cette voie attiré par le monde des arts et de la littérature.
Pour subvenir à ses besoins, il collabore à ses débuts à la Gazette de Paris fondée par Zacharias Dollingen le 6 avril 1856, et disparue en mars 1860. De nombreux journaux lui ouvrent leurs colonnes comme Le Corsaire, Le Mousquetaire, Le Figaro ou Le Siècle.
Privat d'Anglemont est connu surtout pour ses deux livres d'anecdotes sur Paris, Paris anecdote (1854) et Paris inconnu (1861). Il était considéré de son vivant comme l'incarnation du mode de vie bohème, au même titre qu'Henry Murger, relatant les histoires incroyables du Paris du premier XIXe siècle. Ennemi de l'ennui, ses contemporains, qui évitèrent quant à eux de sombrer dans l'oubli, voyaient en lui le chantre du divertissement, particulièrement nocturne. Son second livre d'anecdotes sur Paris parut à titre posthume, l'auteur étant mort jeune de la tuberculose.
Poulet-Malassis a rapporté qu'il a signé de son nom des vers de Baudelaire, Banville et Nerval. Il semble en vérité que les emprunts entre les trois poètes furent réciproques. Dans la biographie qu'il a consacrée à Privat d'Anglemont, Willy Alante-Lima argumente une attribution erronée de quelques poèmes de jeunesse de Privat à Baudelaire.
Le 18 juillet 1865, Alfred Delvau lui dédie Les heures parisiennes illustrées par Émile Bénassit.

## Publications
- Voyage à travers Paris, 1846[8].
- Pierrot, suppôt du diable, pantomime, 1847.
- La Closerie des Lilas, quadrille en prose, 1848[9].
- Paris anecdote. Les industries inconnues, la Childebert, les oiseaux de nuit, la villa des chiffonniers, 1854[10].
- Paris inconnu, précédé d'une étude sur sa vie par Alfred Delvau, 1861[11].